# Рютник
Рютник (нем. Rüthnick) — община в Германии, в земле Бранденбург.
Входит в состав района Восточный Пригниц-Руппин. Подчиняется управлению Линдов (Марк). Население составляет 497 человек (на 31 декабря 2010 года). Занимает площадь 17,66 км².
| Год  | Население |
| ---- | --------- |
| 2005 | 518       |
| 2010 | 499       |

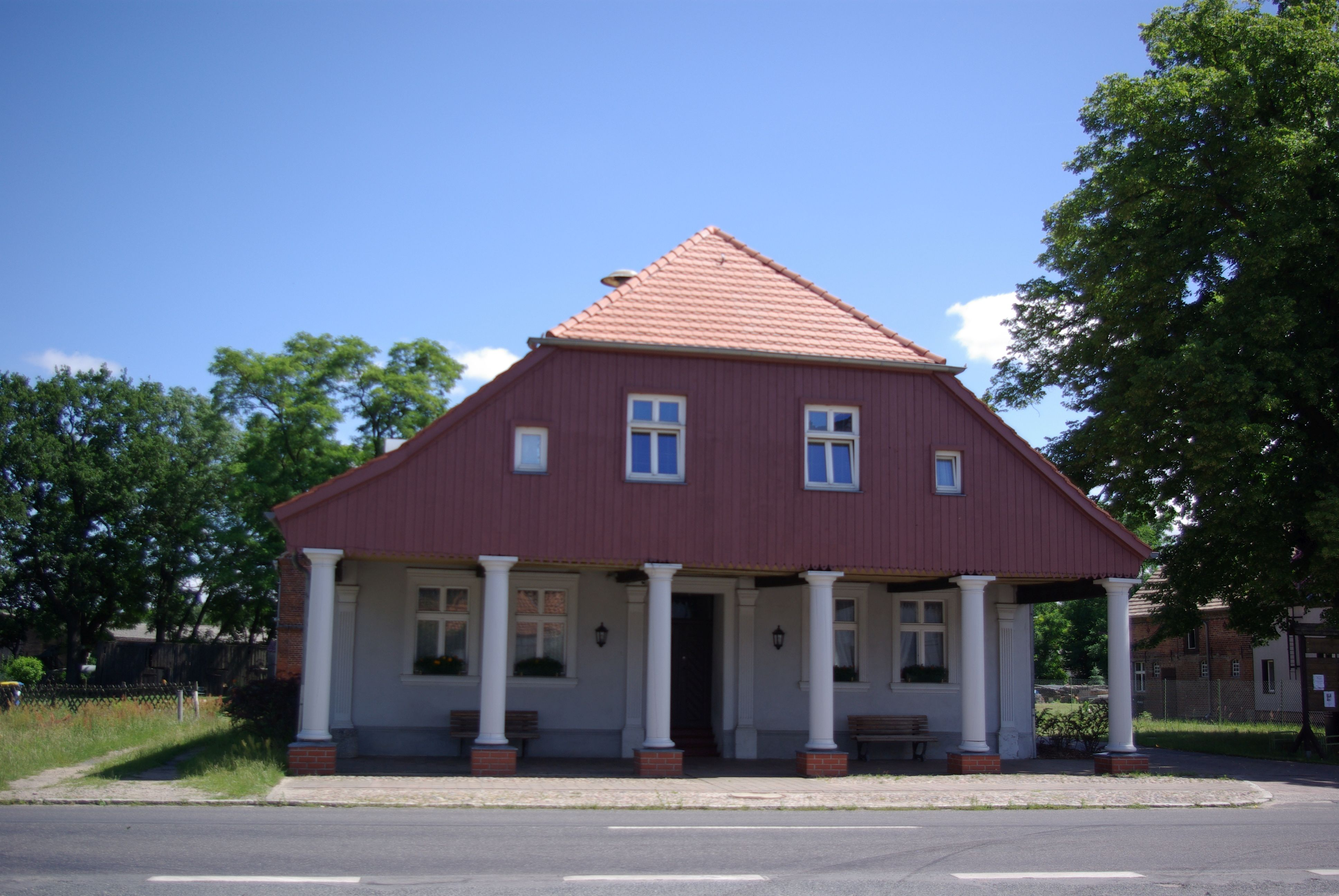
Vorlaubenhaus
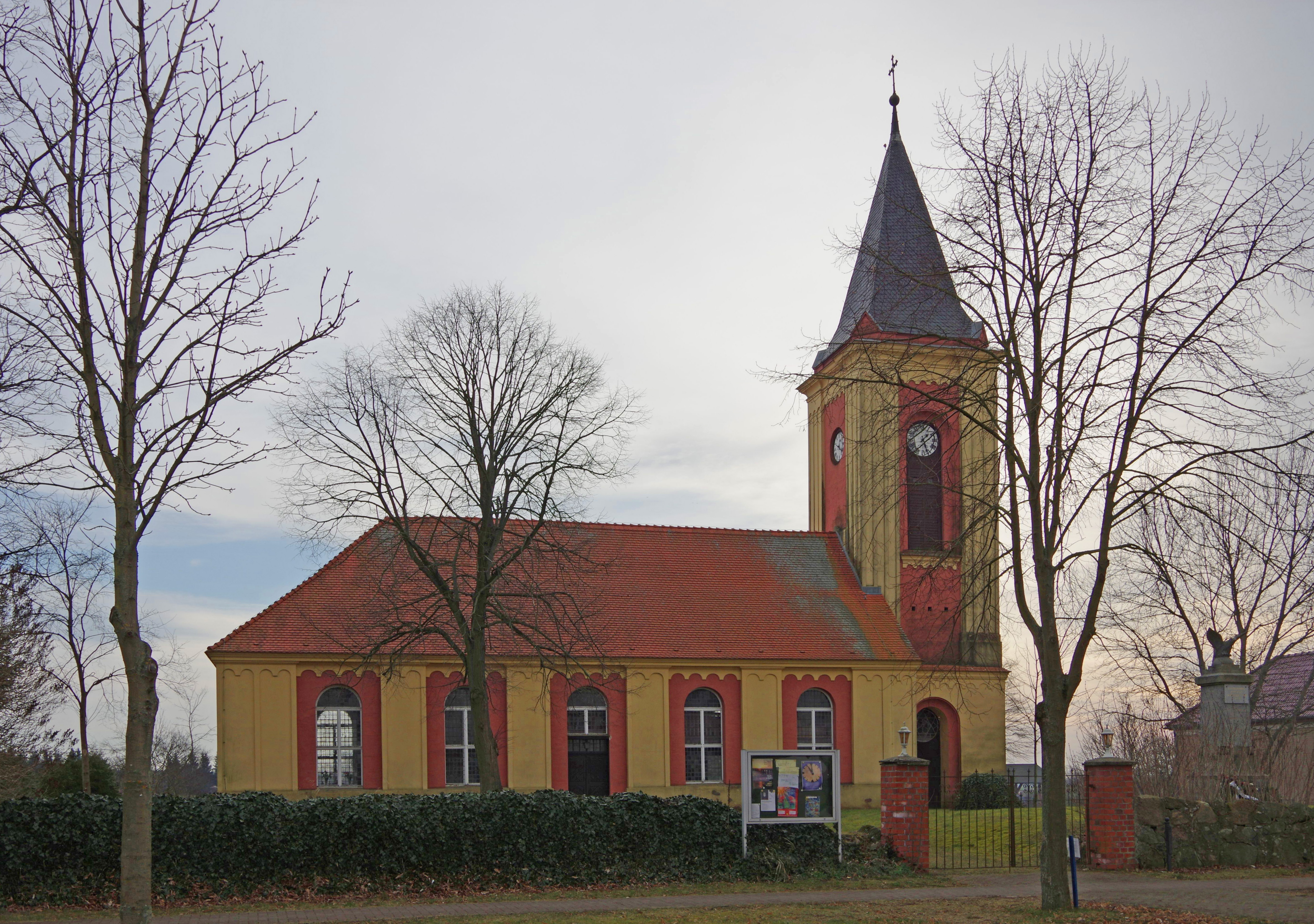
Kirche